# Amyino plodné lůno
Amyino plodné lůno (v anglickém originále Inside Amy Schumer) je americký komediální televizní seriál, vysílaný stanicí Comedy Central. Jeho autorkou je komička Amy Schumer. První epizoda byla uvedena 30. dubna 2013 a první série skončila 2. července toho roku. Do roku 2016 následovaly tři další série. Jednotlivé epizody byly rozděleny do tří částí, přičemž ty dosahovaly různých délek. Seriál zahrnuje různé skeče, stand-upy a rozhovory. Jedinou osobou, která se vyskytuje ve všech částech, je Amy Schumer. Dále v seriálu vystupovali například Steve Buscemi, Jake Gyllenhaal a Rob Schneider.